# Organi della chiesa di San Mederico a Parigi

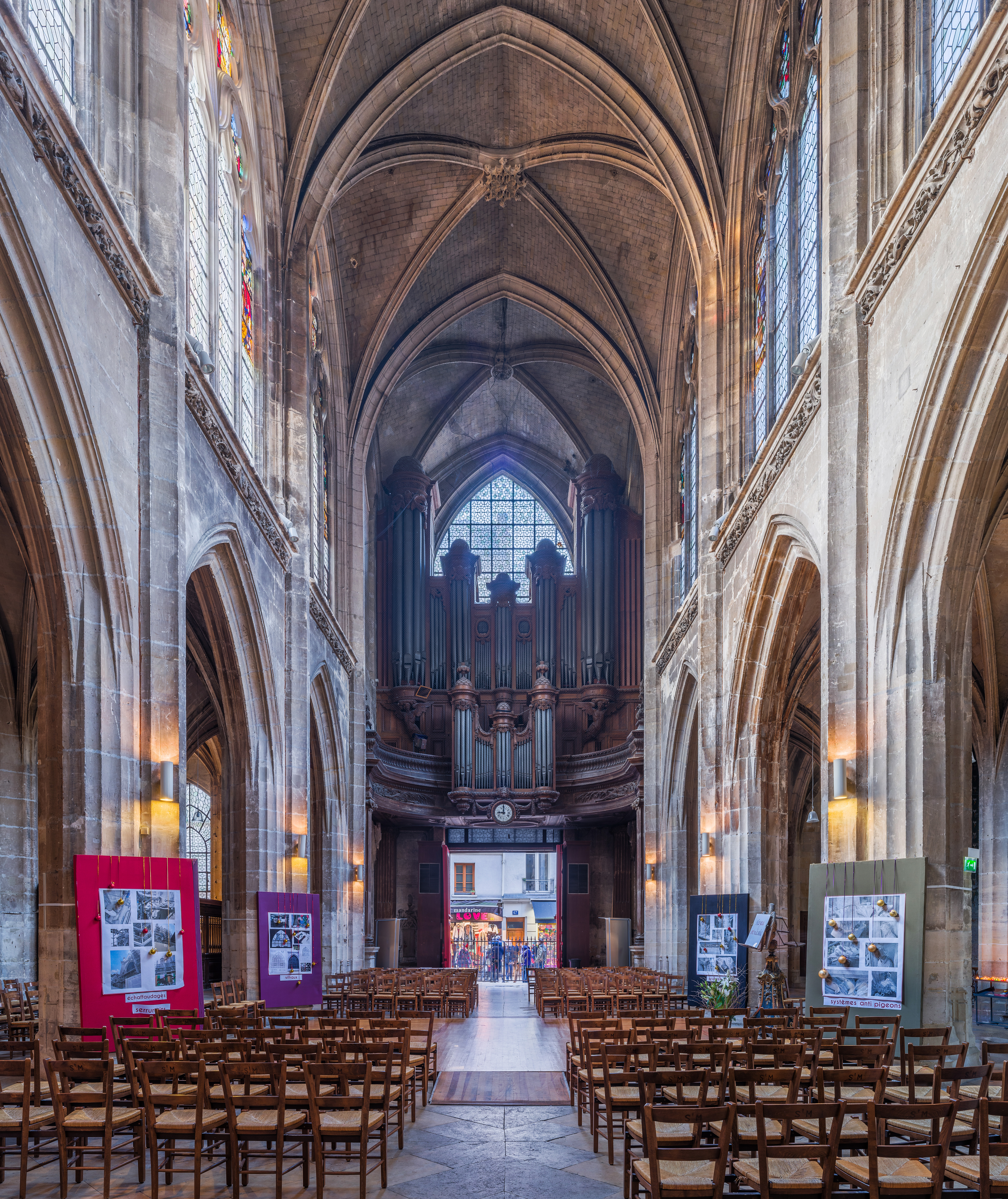
Interno della chiesa verso la controfacciata, con l'organo maggiore sulla cantoria.

Gli organi della Chiesa di Saint-Merri|chiesa di San Mederico a Parigi sono due strumenti storici:
- l'organo maggiore, situato sulla cantoria in controfacciata, fu costruito da Jean e Francois De Héman nel 1647-1651 modificando radicalmente uno strumento più antico, e successivamente è stato più volte rimaneggiato; dispone di 64 registri su quattro manuali e pedale ed è a trasmissione mista;[1]
- l'organo del coro, posto sotto la seconda arcata di sinistra del coro, è stato costruito da Joseph Merklin nel 1880 e anch'esso oggetto di modifiche successive; a trasmissione meccanica, ha 16 registri su due manuali e pedale.[2]

Sono stati organisti titolari in San Mederico Nicolas Lebègue, Jean-François Dandrieu, Camille Saint-Saëns, e Norbert Dufourcq.

## Storia

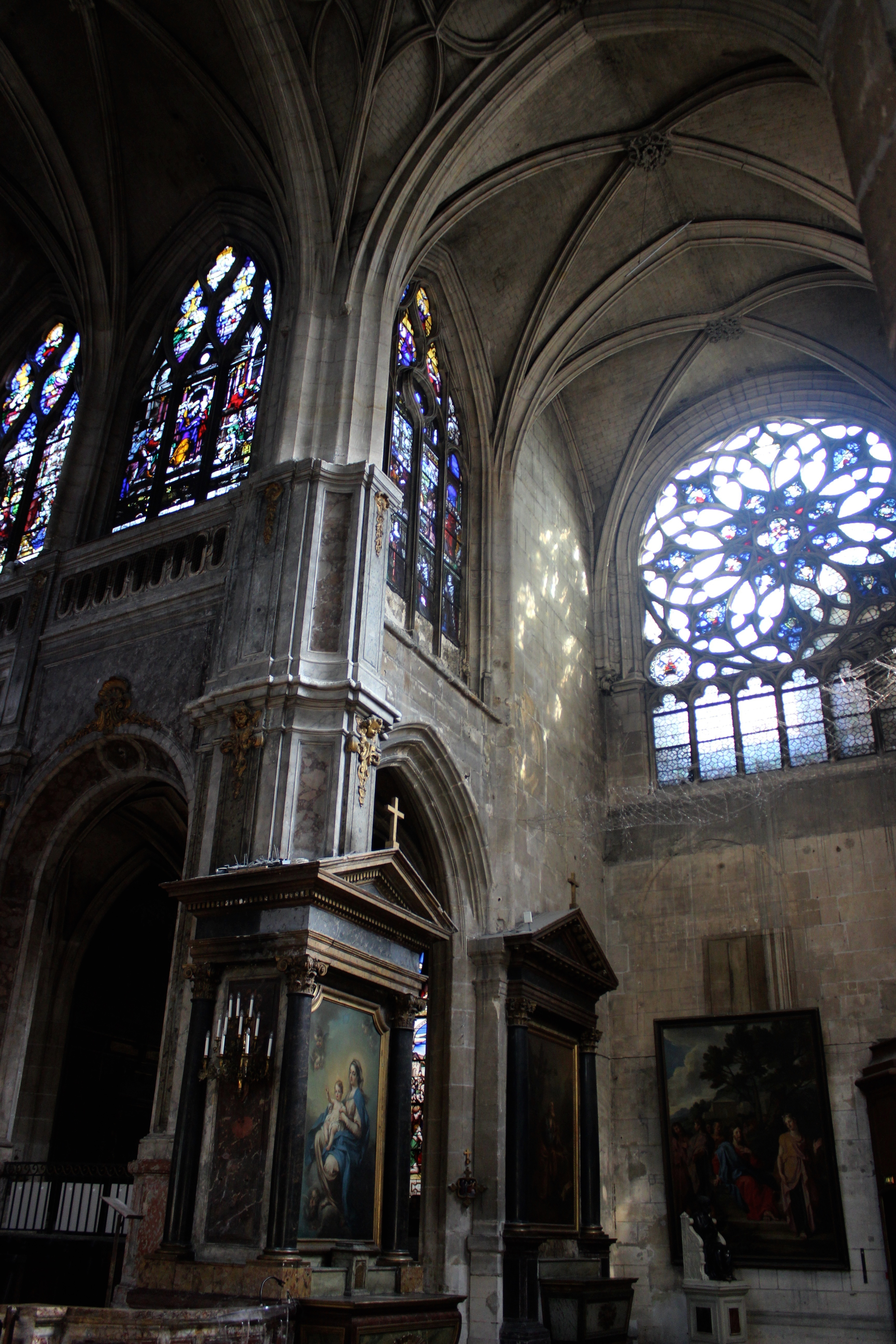
Il braccio di sinistra del transetto, dove trovò luogo il primo organo a canne della chiesa.

La presenza di un organo a canne all'interno della chiesa di San Mederico è testimoniata fin dalla metà del XV secolo: lo strumento si trovava nel braccio di destra del transetto, su una cantoria a nido di rondine a ridosso della parete di fondo.
Tra il 1647 e il 1651, gli organari Jean e François de Heman operarono un radicale intervento sull'organo, ricostruendolo ampliato (con 35 registri su tre manuali e pedaliera) all'interno di una nuova cassa lignea monumentale, sulla cantoria in controfacciata. Venne restaurato ed ampliato una prima volta nel 1664 dall'organaro Enoch e, nel 1669, da Ducastel e Baillon, che ampliarono l'estensione dei manuali. Piccole modifiche vi furono anche nel corso del secolo successivo.
A partire dal 1763, François-Henri Clicquot restaurò radicalmente l'organo in più fasi; il lavoro venne portato a termine nel 1791 dal figlio Claude-François, subentrato nell'esecuzione del lavoro alla morte del padre. Claude-François Cliquot effettuò un sommario intervento di restauro nel 1799 dopo che, durante la Rivoluzione francese, la chiesa era stata trasformata in un deposito di salnitro, elemento che danneggiò lo strumento. Nel 1816, su richiesta di Camille Saint-Saëns, organista titolare, Pierre Dallery ricostruì lo strumento secondo il nuovo stile romantico dell'epoca, riadattando gran parte del materiale fonico precedente. Un'ulteriore ricostruzione radicale fu operata da Aristide Cavaillé-Coll (opus 121/9) tra il 1854 e il 1857, sempre su richiesta di Saint-Saëns. Nel 1880 Joseph Merklin costruì un secondo strumento, situato nel coro e destinato all'accompagnamento dei canti durante le liturgie.
Nel 1917 e nel 1922 la ditta Abbey ha restaurato parzialmente l'organo maggiore apportando alcune modifiche; nel 1946-1947 la ditta Gonzalez ha operato analogamente, occupandosi anche del restauro dell'organo del coro nel 1968. Nel 1999, grazie al finanziamento del comune di Parigi, è iniziato un importante intervento di restauro conservativo sull'organo maggiore in più fasi, da parte di Bernard Dargassies.
L'organo maggiore è monumento storico di Francia sia relativamente alla cassa (dal 20 febbraio 1905), sia alla parte strumentale (dal 21 novembre 1938).

## Organo maggiore

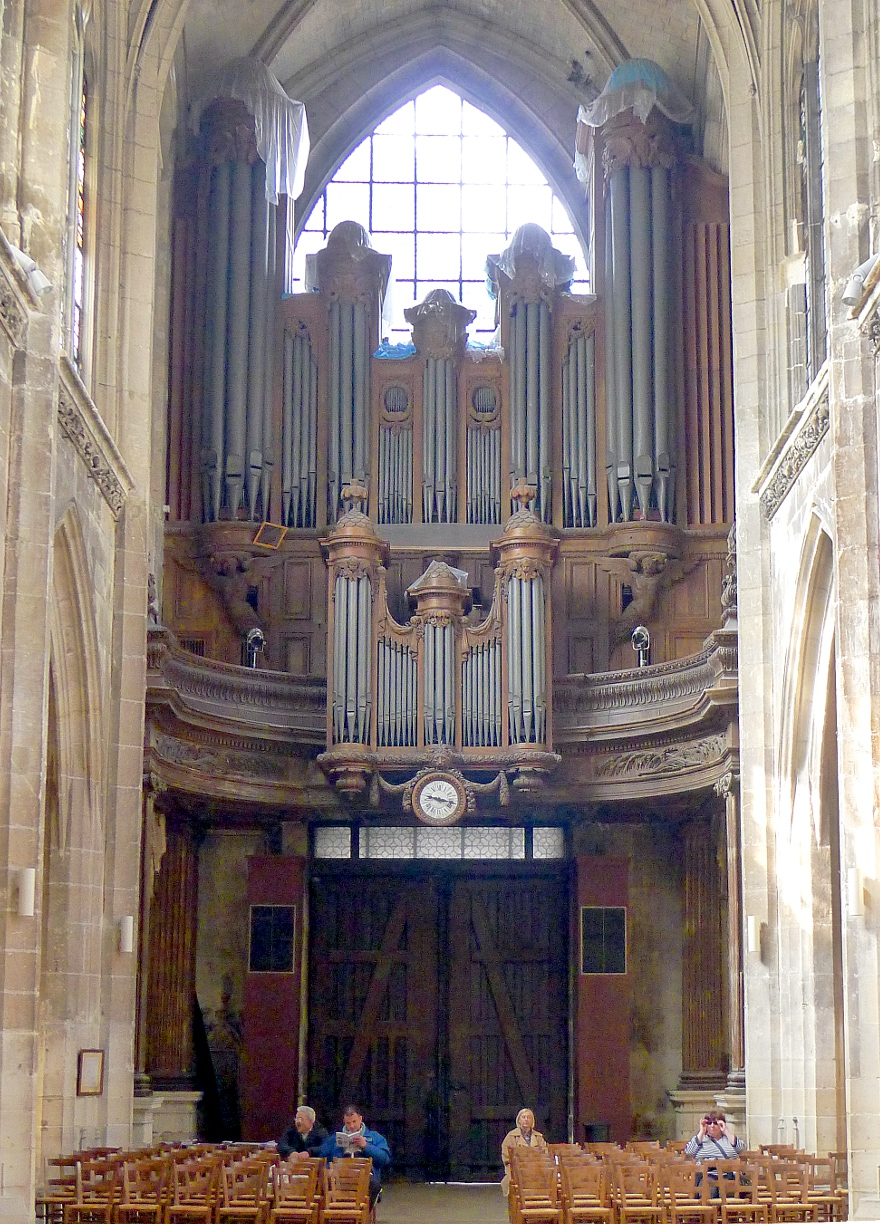
L'organo maggiore.

L'organo maggiore è situato sulla cantoria in controfacciata, in legno, della metà del XVIII secolo. Il sistema di trasmissione è misto: meccanica per i manuali (con leva Barker per il Grand-Orgue) e il pedale e penumatico-tubolare per i registri, che sono 64 (dei quali 58 sono reali), per un totale di 73 file.
Il materiale fonico è integralmente alloggiato all'interno della cassa lignea, realizzata tra il 1647 e il 1651 dallo scultore Germain Pillon in un fastoso stile barocco. La mostra si articola simmetricamente in quattro campate intervallate da tourelles, delle quali le due maggiori, poste alle estremità, sono sorrette da due statue di angeli. La cassa del positivo tergale, coeva, ha invece tre tourelles, con una decorazione a finti drappeggi.
La consolle è posta anch'essa in cantoria, ed è fissa, a finestra al centro parte anteriore della cassa; essa, risalente al XX secolo, dispone di quattro tastiere di 56 note (Do1-Sol5) e pedaliera di 30 note (Do1-Fa3). I registri sono azionati da pomelli a tirante posti su più colonne ai lati dei manuali, mentre le unioni e gli accoppiamenti da placchette a bilico poste al di sopra della quarta tastiera.
La disposizione fonica è la seguente:
| I - Positif de dos |        |
| Montre             | 8'     |
| Bourdon            | 8'     |
| Prestant           | 4'     |
| Nasard             | 2.2/3' |
| Doublette          | 2'     |
| Tierce             | 1.3/5' |
| Larigot            | 1.1/3' |
| Plein-Jeu          | IV     |
| Cymbale            | II     |
| Trompette          | 8'     |
| Cromorne           | 8'     |
| Clairon            | 4'     |

| II - Grand-Orgue |        |
| Montre           | 16'    |
| Bourdon          | 16'    |
| Montre           | 8'     |
| Bourdon          | 8'     |
| Flûte            | 8'     |
| Flûte            | 4'     |
| Nasard           | 2.2/3' |
| Doublette        | 2'     |
| Tierce           | 1.3/5' |
| Cornet           | 8'     |
| Fourniture       | IV     |
| Cymbale          | III    |
| Bombarde         | 16'    |
| Trompette        | 8'     |
| Clairon          | 4'     |

| III - Récit expressif |     |
| Quintaton             | 16' |
| Principal             | 8'  |
| Dulciane              | 8'  |
| Voix céleste          | 8'  |
| Bourdon               | 8'  |
| Flûte                 | 4'  |
| Viole                 | 4'  |
| Doublette             | 2'  |
| Plein-Jeu             | IV  |
| Cymbale               | III |
| Bombarde              | 16' |
| Trompette             | 8'  |
| Hautbois              | 8'  |
| Clairon               | 4'  |

| IV - Echo    |    |
| Flûte        | 8' |
| Flûte        | 4' |
| Quarte       | 2' |
| Sesquialtera | II |
| Cymbale      | II |
| Hautbois     | 8' |
| Voix humaine | 8' |

| Pédale     |     |
| Soubasse   | 32' |
| Montre     | 16' |
| Soubasse   | 16' |
| Flûte      | 16' |
| Principal  | 8'  |
| Bourdon    | 8'  |
| Flûte      | 8'  |
| Principal  | 4'  |
| Flûte      | 4'  |
| Principal  | 2'  |
| Fourniture | V   |
| Cornet     | II  |
| Bombarde   | 16' |
| Trompette  | 8'  |
| Clairon    | 4'  |

### Organisti titolari
- Lebrasseur (1558-1560)
- Lorys Cramoisy (?-1583)
- Jean Frasneau (?-1602)
- Jeann Barbier (?-1634)
- Charles Pillet (1634-1664)
- Nicolas Lebègue (1664-1702)
- Henry Mayeux (1669-1704)
- Jean-François Dandrieu (1704-1738)
- Nicolas-Gilles Forqueray (1738-1761)
- Philippes Thomas Dufour (1740-?)
- René Drouard du Bousset (1756-1760)
- Antoine Desprez (1760-1804)
- Nicholas-Pilippe Desprez (?-1807)
- Joseph Pouteau de Forqueray (1807-1818)
- Gervais-François Couperin (1818-1826)
- Joseph Régnier (1826-1832)
- Vincent Edmond Govin (1832-1853)
- Camille Saint-Saëns (1853-1857)
- Benjamin Dernault (1858-1863)
- Alexis Chauvet (1866-1869)
- Henri Fissot (1869-1874)
- Paul Wachs (1874-1896)
- Eugène Lacroix (1896-1914)
- Henri Peuget (1916-1923)
- Norbert Dufourcq (1923-1990)
- Michèle Guyard (1990-1998)
- Pierre Astor (1998-2003)
- Jean-Marc Leblanc (dal 2002)

## Organo del coro

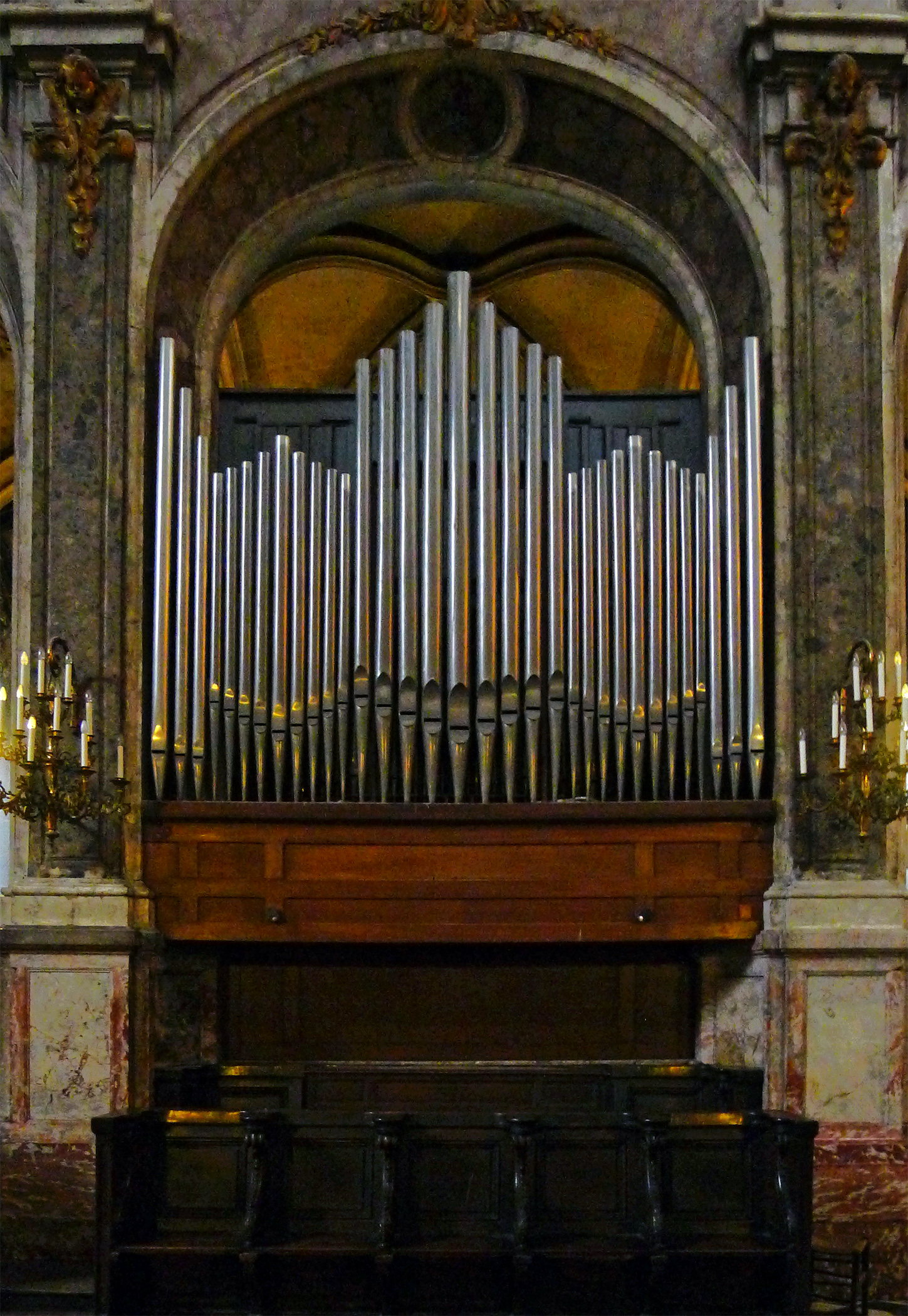
L'organo del coro.

Il secondo organo della chiesa è situato in un unico corpo sotto la seconda arcata di sinistra del coro. A trasmissione integralmente meccanica, ha 16 registri, dei quali 14 sono reali. La sua consolle è fissa e indipendente, posta davanti al corpo d'organo, tra gli stalli lignei; essa dispone di due manuali di 56 note ciascuna (Do1-Sol5) e pedaliera dritta di 30 note (Do1-Fa3).
La mostra è moderna, realizzata nel 1968 dalla ditta Gonzalez; essa è costituita da una serie di canne di principale disposte fuori cassa, su un piano rettilineo; esse sono organizzate entro tre cuspidi centrali e due ali laterali, con bocche a mitria.
La disposizione fonica è la seguente:
| I - Grand-Orgue |     |
| Bourdon         | 16' |
| Montre          | 8'  |
| Salicional      | 8'  |
| Bourdon         | 8'  |
| Prestant        | 4'  |
| Doublette       | 2'  |
| Plein-Jeu       | III |
| Trompette       | 8'  |

| II - Récit expressif |        |
| Bourdon              | 8'     |
| Flûte                | 4'     |
| Nazard               | 2.2/3' |
| Quarte               | 2'     |
| Tierce               | 1.3/5' |
| Basson-hautbois      | 8'     |

| Pédale   |     |
| Soubasse | 16' |
| Basse    | 8'  |
| Flûte    | 4'  |